# Melissodes fasciatella
Melissodes fasciatella är en biart som beskrevs av Laberge 1961. Melissodes fasciatella ingår i släktet Melissodes och familjen långtungebin. Inga underarter finns listade i Catalogue of Life.